# Каравелли (Агджабединский район)
Каравелли (азерб. Qaravəlli) — село в Каравеллинском административно-территориальном округе Агджабединского района Азербайджана.

## Этимология
Названо село так, потому что основано племенем каравелли.

## История
Село Каравеллу в 1913 году согласно административно-территориальному делению Елизаветпольской губернии относилось к Келабединскому сельскому обществу Шушинского уезда.
В 1926 году согласно административно-территориальному делению Азербайджанской ССР село относилось к дайре Агдам Агдамского уезда.
После реформы административного деления и упразднения уездов в 1929 году был образован Сарыджалинский сельсовет в Агджабединском районе Азербайджанской ССР.
Согласно административному делению 1961 года село Каравелли входило в Сарыджалинский сельсовет Агджабединского района Азербайджанской ССР, но в 1970-х годах село передано в Гелебединский.
5 октября 1999 года из Гелебединского административно-территориального округа был выделен новый, Каравеллинский.
В 1999 году в Азербайджане была проведена административная реформа и внутри Каравеллинского административно-территориального округа был учрежден Каравеллинский муниципалитет Агдажбединского района.

## География
Каравелли расположены на берегу Верхне-Карабахского канала. Через село проходит трасса Евлах-Агджабеди.
Село находится в 28 км от райцентра Агджабеди и в 334 км от Баку. Ближайшая железнодорожная станция — Агдам (действующая — Халадж).
Село находится на высоте 46 метров над уровнем моря.

## Население
| Численность населения | Численность населения | Численность населения | Численность населения | Численность населения |
| 1886                  | 1978                  | 1984                  | 1999                  | 2009                  |
| --------------------- | --------------------- | --------------------- | --------------------- | --------------------- |
| 752                   | ↗1526                 | ↗1900                 | ↗2645                 | ↗2905                 |

В 1886 году в селе проживало 752 человека, все — азербайджанцы, по вероисповеданию — мусульмане-шииты.
Население преимущественно занимается хлопководством, животноводством и выращиванием зерна.

## Климат
Среднегодовая температура воздуха в селе составляет +14,5 °C. В селе полупустынный климат.

## Инфраструктура
В советское время в селе располагались электрическая мельница, средняя школа, клуб, дом культуры, библиотека, больница, отдел связи, телефонная станция.
В селе расположены почтовое отделение, средняя школа, дом культуры, участковая больница, АТС.